# Frits Schür
Frederikus Johannes Maria Goduwes "Frits" Schür (Zuidlaarderveen, 22 juli 1950) is een Nederlands voormalig wielrenner.
In 1970 won hij Olympia's Tour. Hij wist dat jaar ook een derde plaats te behalen in de 7e etappe van de Ronde van Oostenrijk. Hij zou in zijn carrière nog eenmaal de Olympia's Tour winnen en won onder andere ook de Ronde van Algerije, 2 etappes in de Vredeskoers en de Ronde van Overijssel.
Schür deed namens Nederland mee aan de Olympische Spelen van 1976 in Montreal aan de individuele wegwedstrijd. Hij haalde de finish echter niet.
Na zijn wielercarrière werd Schür ploegleider, onder andere bij P3 Transfer-Batavus.

## Overwinningen
1969
- Eindklassement Ronde van Luxemburg

1970
- Eindklassement Olympia's Tour

1972
- Eindklassement Olympia's Tour
- Eindklassement Ronde van Algerije

1976
- 10e etappe Vredeskoers
- 13e etappe Vredeskoers

1977
- 1e etappe Olympia's Tour
- Ronde van Overijssel
- 3e in Ronde van Midden-Nederland

1978
- 2e in Ronde van Noord-Holland
- 2e in Ronde van Midden-Nederland

1984
- Ronde van Zuid-Holland